# Rissa tra Indiana Pacers e Detroit Pistons
La rissa tra Indiana Pacers e Detroit Pistons, nota anche come Malice at the Palace (in italiano Malvagità al Palace),  è stato un durissimo scontro avvenuto in una partita della National Basketball Association (NBA) tra Indiana Pacers e Detroit Pistons il 19 novembre 2004, presso il Palace of Auburn Hills a Auburn Hills, nel Michigan. L'Associated Press l'ha definita come "la rissa peggiore della storia della NBA."
Con 45,9 secondi rimasti alla fine del quarto quarto, il centro dei Pistons Ben Wallace tentò un lay-up, ma fu difeso fallosamente dall'ala piccola dei Pacers Ron Artest. Furioso di essere stato colpito quando la partita era pressoché decisa, Wallace spinse Artest e ne scoppiò una rissa in campo tra diversi giocatori. Dopo che venne sedata, un fan lanciò una bevanda ad Artest mentre era sdraiato sul tavolo del segnapunti. Artest caricò immediatamente il fan, scatenando una rissa tra giocatori e spettatori che si estese dagli spalti fino al campo e durò diversi minuti.
Dopo la partita, l'NBA sospese nove giocatori per un totale di 146 partite, portando gli stessi a perdere 11 milioni di dollari di stipendio. Cinque giocatori vennero accusati di aggressione e infine condannati a un anno di libertà vigilata e di servizio alla comunità. Cinque fan subirono anche accuse penali e fu loro vietato di assistere alle partite casalinghe dei Pistons per tutta la vita. La rissa portò l'NBA ad aumentare la sicurezza tra giocatori e fan e a limitare la vendita di alcolici durante le partite. La storia della rissa viene raccontata anche nel documentario Netflix Untold: Rissa in NBA.

## Prima della rissa
L'incontro era il primo tra le due squadre dalla finale della Eastern Conference Finals della stagione precedente, che i Pistons hanno vinto in sei partite ottenendo il loro primo titolo NBA dall'era "Bad Boys" della fine degli anni '80 e dei primi anni '90. Ciò fece sì che la partita ricevesse molto clamore dai media e dai fan. Dopo aver vinto due partite di fila, i Pacers erano arrivati alla partita con un record di 6–2, mentre i Pistons, campioni in carica, avevano iniziato la loro stagione con un record di 4–3. La partita era trasmessa a livello nazionale su ESPN.
I Pacers erano guidati da Ron Artest, che segnò 24 punti, di cui 17 nel primo quarto. Jermaine O'Neal siglò una doppia doppia con 20 punti e 13 rimbalzi. Jamaal Tinsley segnò 13 punti, mentre Rasheed Wallace e Ben Wallace ottennero entrambi una doppia doppia.

## Lo scontro
La rissa iniziò quando rimanevano 45,9 secondi di gioco, con Indiana in vantaggio per 97-82. Il centro dei Pistons, Ben Wallace, venne colpito da dietro dall'ala piccola dei Pacers Ron Artest, ora noto come Metta Sandiford-Artest, che lo schiaffeggiò dietro la testa durante un tentativo di recupero. Wallace in seguito disse che Artest lo aveva avvertito che sarebbe stato colpito. Wallace rispose spingendo Artest mettendogli le mani in faccia, e i giocatori di entrambe le squadre si misero rapidamente in mezzo per cercare di separarli.
L'allenatore dei Pistons Larry Brown non era ancora preoccupato, perché gli alterchi nella NBA raramente duravano più di qualche secondo. Durante la zuffa, Artest si sdraiò sul tavolo del segnapunti per rilassarsi mentre indossava un auricolare per parlare con il commentatore Mark Boyle. Il microfono non era attivo. Boyle ricordò che la troupe televisiva conosceva la personalità di Artest e "non c'era modo di mettere un microfono aperto di fronte a Ron Artest in quella situazione". Il presidente dei Pacers, Donnie Walsh, dichiarò in seguito che Artest stava seguendo i consigli che aveva ricevuto sul modo di calmarsi ed evitare problemi in una situazione instabile. Dopo aver tentato senza successo di interrompere lo scontro, gli arbitri si prepararono ad espellere vari giocatori prima che il gioco riprendesse. Il telecronista sportivo Mike Breen, commentando la partita per l'ESPN, credeva che Wallace sarebbe stato espulso, mentre Bill Walton era dell'opinione che anche Stephen Jackson dovesse esserlo, per aver urlato contro i giocatori Pistons e aggravato la situazione. Tuttavia, Breen espresse preoccupazione per il fatto che, se espulso, Wallace avrebbe dovuto passare davanti alla panchina dei Pacers, cosa che avrebbe potuto innescare un altro incidente.
Novanta secondi dopo che Wallace aveva spinto Artest, la maggior parte dei giocatori e degli allenatori di entrambe le squadre si erano portati a metà campo, nel tentativo di calmare Wallace (Tayshaun Prince fu l'unico giocatore, in entrambe le squadre, a non lasciare la panchina durante l'intero incidente; gli altri divennero automaticamente passibili per una squalifica per una partita). Mentre Artest era sdraiato sul tavolo, Wallace gli lanciò un asciugamano, scatenando lo scatto di Artest prima che potesse essere trattenuto dagli allenatori. Uno spettatore, John Green, lanciò quindi un bicchiere di plastica pieno di Coca Cola che colpì Artest al petto. Questi saltò giù dal tavolo, corse in tribuna e afferrò un uomo, Michael Ryan, che riteneva erroneamente responsabile del gesto. Boyle si alzò in piedi per cercare di trattenere Artest e fu calpestato: questo gli causò la frattura di cinque vertebre e una ecchimosi in testa. Jackson seguì Artest sugli spalti e diede un pugno in faccia a un fan, William Paulson, in risposta all'uomo che lanciava un altro drink in faccia ad Artest mentre veniva trattenuto da altri spettatori. I giocatori dei Pacers Eddie Gill, David Harrison, Reggie Miller (che non era in tenuta di gioco a causa di un infortunio), Fred Jones e Jamaal Tinsley e numerosi membri della squadra (tra cui l'analista radiofonico dei Pistons ed ex giocatore Rick Mahorn) entrarono rapidamente in tribuna per recuperare Artest e Jackson e per porre fine alla zuffa. Green colpì Artest due volte alla testa da dietro, come anche il fratello di Ben Wallace, David, colpì Jones. Altri fan iniziarono a lanciare bevande e altri oggetti, mentre diversi di loro si erano riversati sul campo.
Mentre Artest lasciava gli spalti, si trovò di fronte altri due fan, Alvin Shackleford e Charlie Haddad, che lo rincorsero. Artest diede un pugno in faccia a Shackleford, facendo intervenire Haddad, che cercò di allontanare Artest, prima che entrambi cadessero. Mentre Haddad era a terra, Anthony Johnson lo colpì alla nuca e mentre cercava di alzarsi, Jermaine O'Neal gli diede un pugno in faccia. In seguito O'Neal affermò che Haddad era stato invitato a lasciare l'arena, ed era ben noto alla sicurezza a causa delle sue affermazioni che voleva azzuffarsi con un giocatore NBA per ricevere un risarcimento. William Wesley, Austin Croshere e Miller allontanarono Artest dai fan, ma la scena divenne caotica quando la sicurezza dell'arena intervenne per ristabilire l'ordine. Sebbene la polizia di Auburn Hills fosse preparata a gestire disordini e avesse tre ufficiali nell'arena, non erano preparati al fatto che i giocatori potessero andare sugli spalti.
Rick Carlisle, membro dello staff dei Pacers, dichiarò dopo la partita: "Mi sentivo come se stessi lottando per la mia vita". L'allenatore dei Pacers, Chuck Person, paragonò la situazione all'essere "intrappolato in una scena da gladiatore in cui i fan erano i leoni e stavamo soltanto cercando di scappare per salvare la nostra incolumità. È così che ci sentimmo, come in una situazione senza uscita, nella quale dovevi combattere per uscire." I figli dei giocatori e gli altri spettatori piangevano per la paura e lo shock. I restanti secondi della partita furono annullati e ai Pacers fu assegnata la vittoria 97–82. I fan fischiarono i giocatori dell'Indiana mentre venivano scortati fuori dal campo da funzionari e sicurezza, e continuarono a lanciare bevande, popcorn e altri oggetti (inclusa una sedia pieghevole che arrivò quasi a colpire O'Neal) mentre i giocatori transitavano sotto il tunnel per raggiungere gli spogliatoi. Un replay dalla trasmissione della ESPN mostrò che Larry Brown stava tentando di parlare con i fan attraverso l'altoparlante nel tentativo di fermare la zuffa, ma Brown gettò il microfono dopo la constatazione che non funzionava. Nel frattempo, lo speaker dei Pistons chiese alla folla rimasta di lasciare l'edificio senza creare altri problemi. Nessun giocatore di entrambe le squadre parlò con i media prima di lasciare l'arena. Alla fine, gli agenti di polizia furono in grado di entrare nell'arena, minacciando di ammanettare coloro i quali non se ne fossero andati. Nove spettatori rimasero feriti e due vennero portati in ospedale.
Nello spogliatoio dei Pacers, O'Neal e Carlisle iniziarono ancora a litigare con gli allenatori che cercavano di trattenere i giocatori mentre si stavano difendendo. Artest chiese a Jackson se pensava che si fossero messi nei guai, e questi rispose: "Saremo fortunati se avremo ancora un lavoro". La polizia di Auburn Hills entrò negli spogliatoi per effettuare degli arresti, ma la squadra fece entrare Artest sul pullman e si rifiutò di farlo scendere. La polizia decise di scortare i Pacers mentre lasciavano l'arena e di contattare in seguito la squadra dopo aver esaminato i filmati della partita.

## Provvedimenti
| Giocatore | Squadra | Sospensione dalla NBA                                                    | Stipendio perso |
| --- | ------- | ------------------------------------------------------------------------ | --------------- |
| Ron Artest* | Pacers  | Resto della stagione (86 partite: 73 di regular season + 13 di playoffs) | $4,995,000      |
| Stephen Jackson* | Pacers  | 30 partite                                                               | $1,700,000      |
| Jermaine O'Neal* | Pacers  | 15 partite (inizialmente 25 partite, ridotto in appello)                 | $4,111,000      |
| Ben Wallace | Pistons | 6 partite                                                                | $400,000        |
| Anthony Johnson* | Pacers  | 5 partite                                                                | $122,222        |
| Reggie Miller | Pacers  | 1 partita                                                                | $61,111         |
| Chauncey Billups | Pistons | 1 partita                                                                | $60,611         |
| Derrick Coleman | Pistons | 1 partita                                                                | $50,000         |
| Elden Campbell | Pistons | 1 partita                                                                | $48,888         |
| David Harrison* | Pacers  | nessuna                                                                  | 0$              |
| * indica giocatori che hanno avuto procedimenti penali; essi hanno ricevuto le seguenti condanne: - Un anno di libertà vigilata - Multa di 250$ - Servizi per la comunità (60 ore per Artest, Harrison, Jackson, e O'Neal; 100 ore per Johnson) - Terapia di gestione della rabbia |         |                                                                          |                 |

## Procedimenti legali
Green venne identificato dal procuratore della contea David Gorcyca, che era stato suo vicino. Il 30 novembre, Palace Sports and Entertainment, il proprietario dei Pistons, vietò a Green e Haddad di partecipare a qualsiasi evento presso le proprietà del Palace (tra cui il Palace of Auburn Hills e il DTE Energy Music Theatre), revocando loro gli abbonamenti. Green aveva diverse precedenti condanne penali, tra cui la contraffazione, il trasporto di un'arma nascosta, un attacco criminale e tre condanne per ubriachezza alla guida.
L'8 dicembre 2004, cinque giocatori degli Indiana Pacers e cinque fan (John Ackerman, John Green, Bryant Jackson, William Paulson e David Wallace, fratello di Ben Wallace) furono accusati di aggressione. A tutti i fan coinvolti fu vietato di partecipare agli incontri dei Pistons.
Il 3 maggio 2005, Bryan Jackson, colui che aveva lanciato una sedia pieghevole a O'Neal, venne condannato a due anni di libertà vigilata e al pagamento di $ 6.000 di risarcimento. Anche David Wallace venne condannato a un anno di libertà vigilata e al servizio della comunità per aver sferrato dei pugni alle spalle alla guardia dei Pacers Fred Jones.
Tutti e cinque i giocatori accusati non contestarono le accuse mosse loro. Il 23 settembre 2005, Artest, Jackson e O'Neal vennero condannati a un anno di libertà vigilata, 60 ore di servizio alla comunità e una multa di 250$. Una settimana dopo, Harrison ricevette la stessa condanna, e il 7 ottobre 2005, Johnson, l'ultimo giocatore a essere accusato, ricevette una condanna simile (gli fu ordinato di scontare 100 ore di servizio alla comunità). 